# Thelmo Dutra de Rezende
Thelmo Dutra de Rezende ComA • GOIH (Juiz de Fora, 26 de setembro de 1924) é um militar e político brasileiro. 

## Biografia
Capitão-de-Mar-e-Guerra, a 10 de Novembro de 1972 foi feito Comendador da Ordem Militar de Avis e a 26 de Julho de 1973 foi feito Grande-Oficial da Ordem do Infante D. Henrique de Portugal.
Na carreira militar teve vários cargos importantes como Sub-Chefe do Serviço Nacional de Informação (SNI), Sub-Chefe de Gabinete Militar da Presidência da República, Comandante do Comando do Controle Naval do Tráfego Marítimo (COMCONTRAM) e Vice-Chefe do Estado Maior da Armada (EMA). Fez e concluiu a Escola Superior de Guerra (ESG). 
Ele foi Diretor de Transportes da Petrobras de 15 de março de 1979 até 28 de Agosto de 1984, quando foi promovido a Presidente da Petrobras, de 28 de agosto de 1984 a 19 de março de 1985.  Logo que saiu da Presidência, ele se tornou membro do Conselho da empresa até o seu falecimento.
Atuou também em organizações internacionais como diretor da United Kingdom Mutual Steam Ship Assurance Association Limited e membro do International General Committee do Bureau Veritas e do Brazil Committee do Lloyd’s Register of Shipping.
1. ↑  «Cidadãos Estrangeiros Agraciados com Ordens Portuguesas». Resultado da busca de "Thelmo Dutra de Rezende". Presidência da República Portuguesa. Consultado em 2 de abril de 2016